# Приднестрянское
Приднестрянское (укр. Придністрянське) — село на Украине, находится в Ямпольском районе Винницкой области.
Код КОАТУУ — 0525685503. Население по переписи 2001 года составляет 598 человек. Почтовый индекс — 24543. Телефонный код — 4336. Занимает площадь 3,89 км².

## История
- В 1945 г. Указом Президиума ВС УССР село Вольфановка переименовано в Приднестрянское[1].

Близ села археологи нашли монументальные гробницы возрастом 5 тысяч лет.

## Адрес местного совета
24541, Винницкая область, Ямпольский р-н, с. Слобода-Подлесовская, ул. Котовского, 40